# 共付額
共付額（英文copayment或copay，中国医保称自付）是一種固定金額，由患者在接受保險覆蓋的服務之時，支付給醫療衛生提供者的費用。這種條款登載在保險單中，在患者每次獲得醫療服務時自行支付。從技術上而言，這是一種共同保險形式，但是在醫療保險中共同保險的定義是，當費用金額已經超過自負額的時候，受保人就超過的部分需要分攤的百分比，共同保險必須在保險公司做支付前就要支付。共付額的支付通常不會構成保單中自付費用的最高限額的一部分，而共同保險付款則會計入自付費用的最高限額。
保險公司利用共付額來分擔醫療費用，以防止道德風險。這種費用可能僅為實際醫療服務費用的一小部分，但有阻止人們尋求不必要的醫療照顧（例如，感染普通感冒就去看病）的目的。在價格低於市场出清（市場機制導致供給與需求趨於平衡）水準的醫療系統中，等待名單就成為一種用來為醫療衛生資源做配給的工具（請參考醫療衛生配給），共付額可用來降低由等待名單而產生的社會福利成本。
但是共付額也可能會促使人們不願尋求必要的醫療服務，較高的共付額可能會導致患者無法使用基本的醫療服務和處方藥，結果被保險人因為無法支付較高的共付額，實際上等於沒有保險覆蓋。因此，有一種平衡需要達成：共付額夠高，可以阻止不必要的費用支出，但又要夠低，不會讓保險等於無用。

## 德國
為防止不必要的醫療照顧和控制成本，德國醫療衛生系統在1990年代後期引入共付額的做法。例如，由 Techniker Krankenkasse保險公司承保的 18歲以上的會員，在使用某些藥物、治療方法、以及諸如物理治療和助聽器之類的器械，需要支付共付額，最高不超過家庭年總收入的2％。對於慢性病患者，包括共同居住的受撫養者，共同付款限額則為家庭年總收入的1％。近年來，德國患者的平均住院日數從14天減少到9天，但仍超過美國的平均住院日數（5到6天）。造成差異的部分原因是醫院費用的報銷主要取決於住院天數，而不在療程或者患者的診治。藥品成本大幅增加，從1991年到2005年的期間增加近60％。縱然德國試圖對於成本作控制，但整體醫療衛生支出在2005年上升，達到GDP的10.7％，雖然與其他西歐國家相當，但仍大幅低於美國的水準（當年約佔GDP的16％） 。 但是，在IZA國際勞動市場研究所（研究所德文原名Forschungsinstitut zur Zukunft der Arbeit）所做的研究，顯示共付額制度無法減少看病率之後，德國聯邦議院於2012年將這項做法取消。

## 處方藥
私營醫療保險公司把它們覆蓋的藥物分級（tiers），通常級數低的藥物價格會比級數高的要低，這些保險公司對非通用名藥物（也稱品牌藥）的共付額百分比的設定，會高過通用名藥物（也稱為學名藥）。有時，如果非學名藥的價格降低後，保險公司會同意將它歸類為和學名藥一樣的共付額（例如辛伐他汀即為一例）。製藥公司由於有專利，可把藥物作為品牌藥，鎖定很長一段時間（通常為20年或者更長）。但是在臨床前和臨床研究中，有大部分的鎖定時間會被耗用掉。
為了緩解品牌藥的高共付額成本，一些製藥公司會提供優惠券或短期共付額補貼計劃給患者，有效期從兩個月到十二個月。此後，如果患者仍在服用同樣的品牌藥，則製藥公司可能會把補貼刪除，並要求支付共付額的全額。如果沒有類似的藥物可替代時，患者將被"鎖定"服用這些具有高共付費用的藥物，或者患者只得不服用，等待不治療的後果發生。

### 共付額的影響
藥品的共付額，還會對慢性病（如慢性心臟衰竭、慢性阻塞性肺病）、乳癌和哮喘的必要和適當用藥的減少有關聯。在2007年的一項整合分析中，智庫蘭德公司研究人員所得的結論是，較高的共付額與較低的藥療頻率、使用者的不按時用藥、以及經常中斷治療，都有關聯。